# Jens Wischnewski

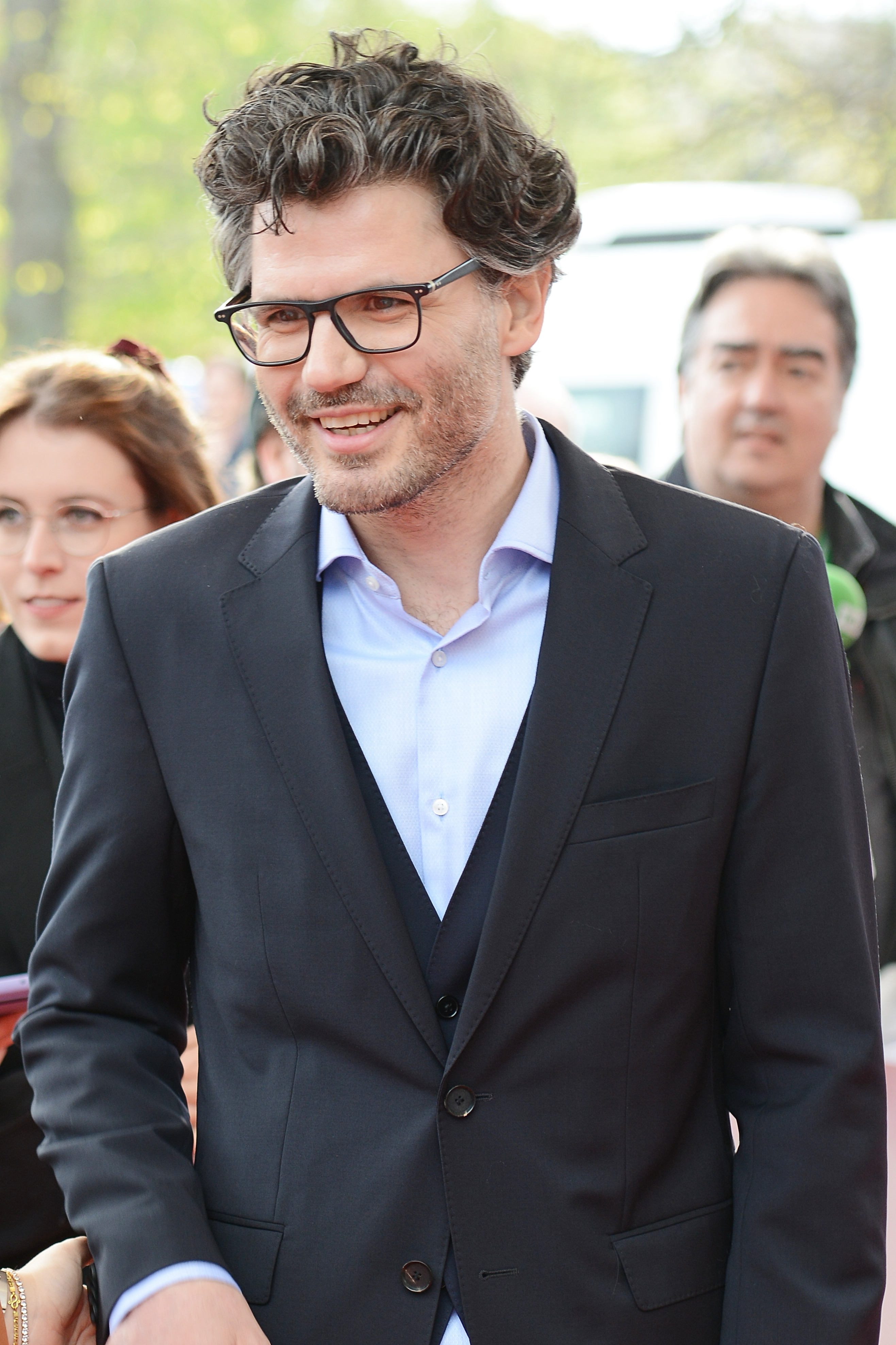
Jens Wischnewski bei der Verleihung des Grimme-Preises 2023

Jens Wischnewski (* 1981) ist ein deutscher Filmregisseur, Drehbuchautor und Filmeditor.

## Leben
Jens Wischnewski wuchs in Igersheim auf, machte sein Abitur am Gymnasium Weikersheim und studierte von 2006 bis 2012 an der Filmakademie Baden-Württemberg. 2017 erschien sein Spielfilmdebüt Die Reste meines Lebens in den deutschen Kinos. Der Tatort–Film Anne und der Tod wurde für den Grimme-Preis 2020 nominiert.
Für die Mini-Serie Neuland wurde er 2023 mit dem Grimme-Preis ausgezeichnet.

## Filmografie (Auswahl)
- 2009: Der letzte Rest
- 2010: Live Stream
- 2012: Die Welt danach
- 2017: Die Reste meines Lebens
- 2018: Tatort: Anne und der Tod
- 2021: Gefährliche Wahrheit
- 2021: In Wahrheit: In einem anderen Leben
- 2022: Neuland (Miniserie, 6 Folgen)
- 2023: Polizeiruf 110: Du gehörst mir

## Auszeichnungen
- 2017: Filmfestival Max Ophüls Preis
  - Fritz-Raff-Drehbuchpreis für Die Reste meines Lebens
  - Preis der Jugendjury für Die Reste meines Lebens
- 2018: Baden-Württembergischer Filmpreis bei der Filmschau Baden-Württemberg für Tatort: Anne und der Tod[3]
- 2023: Grimme-Preis für Neuland